# لاختینسکی رازلیو
لاختینسکی رازلیو (انگلیسی: Lakhtinsky Razliv) یک دریاچه و خلیج کوچک در شهر سن پترزبورگ کشور روسیه است.